# Griphodon peruvianus
Griphodon peruvianus és una espècie extinta de mamífer piroteri de la família dels pirotèrids que visqué a Sud-amèrica durant l'Eocè mitjà, fa entre 37,7 i 48 milions d'anys. Se n'han trobat restes fòssils al departament peruà de Loreto. Es tracta de l'única espècie del gènere Griphodon. Tenia les dents de tipus bilofodont, semblants a les dels tapirs. Les dents postcanines són molt derivades. Les premolars de llet de G. peruvianus són similars a les premolars permanents del propiroteri. El nom genèric Griphodon significa ‘dent de ganxo’, mentre que el nom específic peruvianus significa ‘peruà’.